# Тиновка (Смоленская область)
Тиновка — деревня в Демидовском районе Смоленской области России. Входит в состав Воробьёвского сельского поселения. Население — 2 жителя (2007 год). 
Расположена в северо-западной части области в 27 км к северо-востоку от Демидова, в 28 км северо-восточнее автодороги Р133 Смоленск — Невель. В 75 км южнее деревни расположена железнодорожная станция Смоленск на линии Москва — Минск.

## История
В годы Великой Отечественной войны деревня была оккупирована гитлеровскими войсками в июле 1941 года, освобождена в сентябре 1943 года.
Деревня в период оккупации была полностью сожжена. Многих жителей отправляли в концлагеря вместе с детьми. На момент освобождения, оставшиеся в живых жители, обитали в землянках и питались крапивой и лебедой, как и в других деревнях Смоленской области.
Фронтовики деревни:
Дубенков Михаил Павлович, 1919 г.р., призван в 1939 г.
Дубенков Карп Васильевич, 1899г.р., призван в 1941г 
Дубенкова Варвара Карповна, 1926 г.р., призвана в 1943г. Захоронена в 2009 году в с. Троицкое, Республика Калмыкия.
В 1954-1965 молодежь активно покидала деревню осваивать новые целинные земли в Казахстане.